# Sokotra (wyspa)
Sokotra (arab. ‏سُقُطْرَى‎ Sukuṭra, somal. Suqadara) – największa wyspa należącego do Jemenu archipelagu Sokotra na Oceanie Indyjskim. Druga co do wielkości wyspa w Afryce, po Madagaskarze. Położona jest 240 kilometrów na wschód od somalijskiego przylądka Gees Gwardafuy i 380 kilometrów na południe od Półwyspu Arabskiego. W 2008 roku archipelag Sokotry został wpisany na Listę światowego dziedzictwa UNESCO. Roszczenia do wyspy zgłasza Somalia.

## Flora i fauna
Archipelag odznacza się wysoką bioróżnorodnością – 37% z 835 gatunków roślin, 90% gadów, 95% mięczaków lądowych, 73% równonogów i 60% pajęczaków jest endemitami. Zamieszkuje go 7 endemicznych gatunków ptaków. Prawdopodobnie żaden ssak nie jest rodzimy, podobnie jak ryby i słodkowodne płazy. Fauna wyspy przypuszczalnie ewoluowała pod nieobecność dużych ssaków.

## Geografia
Wyspa o powierzchni 3625 km², pochodzenia kontynentalnego, jest górzysta. Ma 132 kilometry długości i 49,7 kilometra szerokości. Na wschodzie są Góry Hadżhir (najwyższy szczyt Jebel Meshenig ma 1503 m n.p.m.). Średnie wysokości nad poziom morza wynoszą 400–500 m. Ma urozmaiconą rzeźbę: przybrzeżne równiny i wapienny płaskowyż z krasowymi jaskiniami, suche doliny wadi, umiarkowanie rozwiniętą linię brzegową z niewielkimi zatokami. Wybrzeże jest przeważnie skaliste, miejscami występują wapienne klify i odcinki piaszczystych plaż.
Panuje suchy, gorący, zwrotnikowy klimat. Temperatury przez cały rok są wysokie, a opady deszczu niskie przy wysokiej wilgotności powietrza. Występują rzeki okresowe.

## Demografia

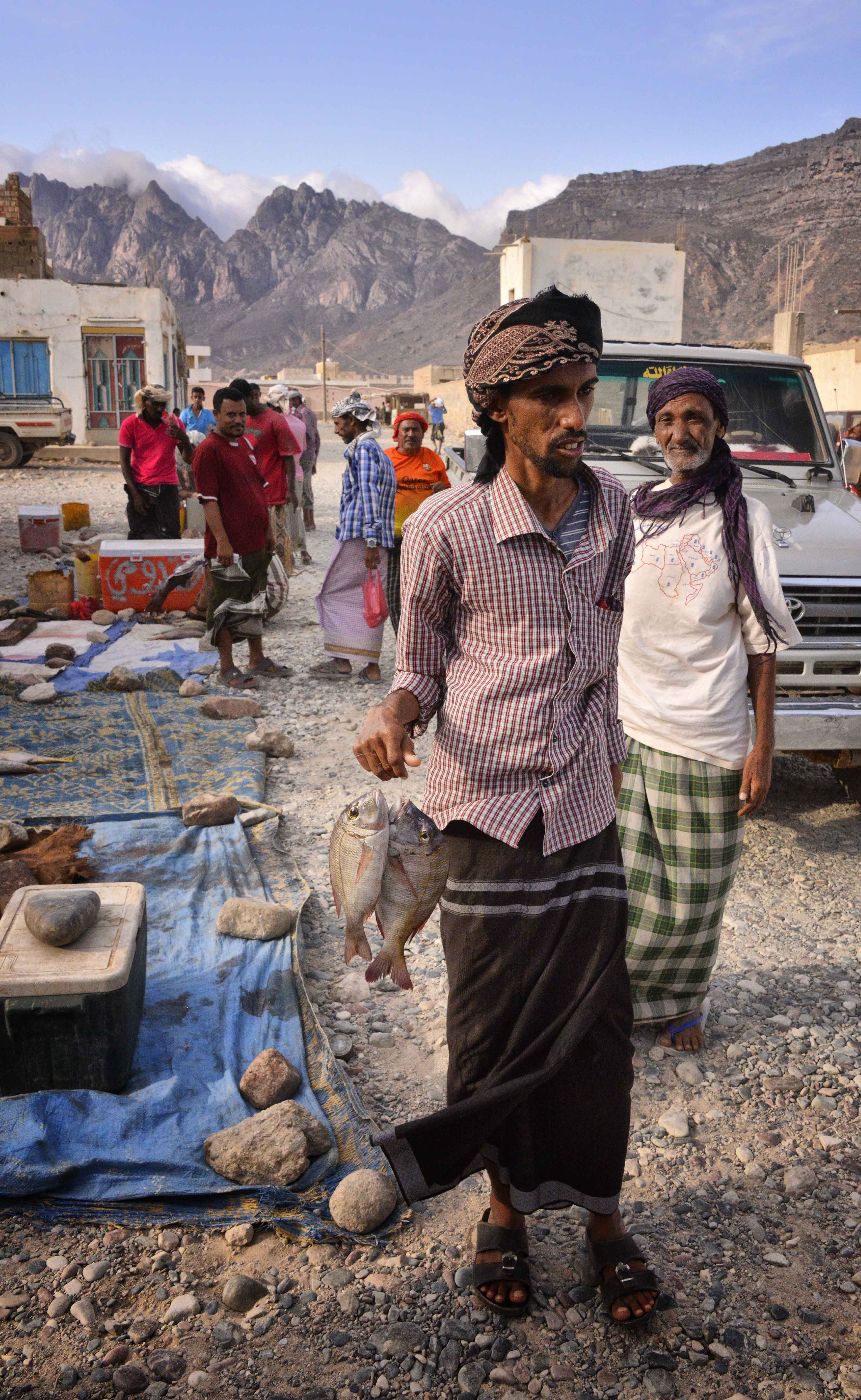
Rynek nadmorski

Na wyspie mieszka ok. 60 tys. osób, głównie miejscowego ludu Soqotri. Największą miejscowością jest Hadibu (8545 osób w 2004 roku) u stóp Gór Hadżhir, stolica muhafazy Sokotra. Inne miasta: Qulansiyah ma 3862 oraz Qād̨ub – 929. Wszystkie trzy miasta znajdują się na północnym wybrzeżu. Wyspy Abd al Kuri i Samhah zamieszkuje kilkaset osób. Natomiast wyspa Darsah i reszta wysepek jest niezamieszkana.
Mieszkańcy pochodzą z Somalii, Jemenu i z wysp komoryjskich. Chrześcijaństwo miało tam przybyć ze św. Tomaszem Apostołem w drodze do Indii. Miejscowi chrześcijanie byli zwolennikami doktryny Nestoriusza, biskupa Konstantynopola. W X wieku arabski geograf Abu Muhammad al-Hasan al-Hamdani potwierdził, że większość stanowili chrześcijanie. Została jednak zislamizowana w obrządku sunnickim przez Sułtanat Mahra w XVI wieku.
Czasopismo „Nature” w 1884 podało, że zanik lub zniszczenie kościołów i chrześcijańskich znaków można przypisać wyprawom wahhabitów ok. 1800 roku. Pozostały pochodzące z I wieku naszej ery mogiły i ruiny kościołów.

## Kultura
Semicki język mieszkańców, Sokotri, używany niegdyś jedynie przez ludność Al-Mahra na wyspie, należy do grupy, do której zalicza się języki z Półwyspu Arabskiego, np. Mehri, Harsui, Bathari, Siehri oraz Hobyot, które Europejczycy zaczęli dokumentować w XIX wieku.
Na wyspie co roku urządzany jest tradycyjny festiwal poezji.

## Galeria

Widoki
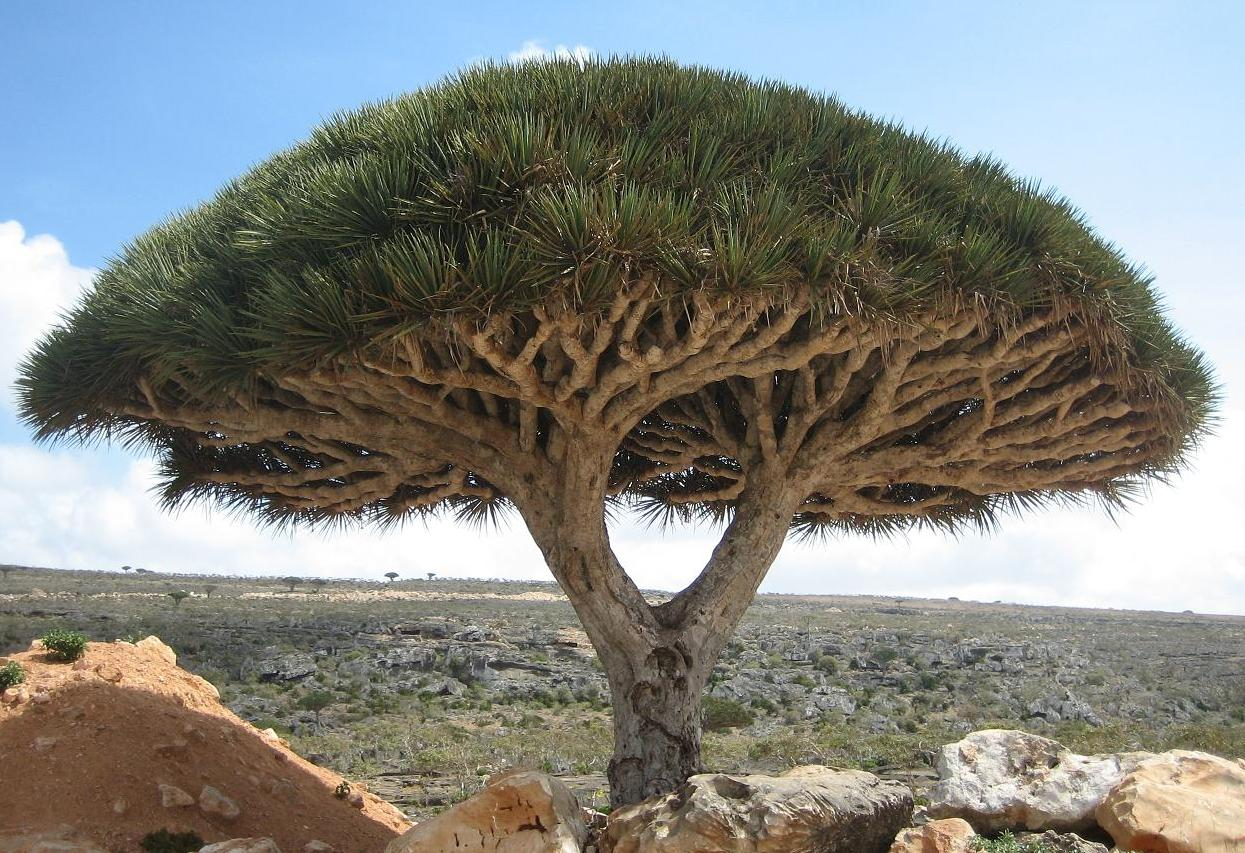
Endemiczne drzewo Dracaena cinnabari
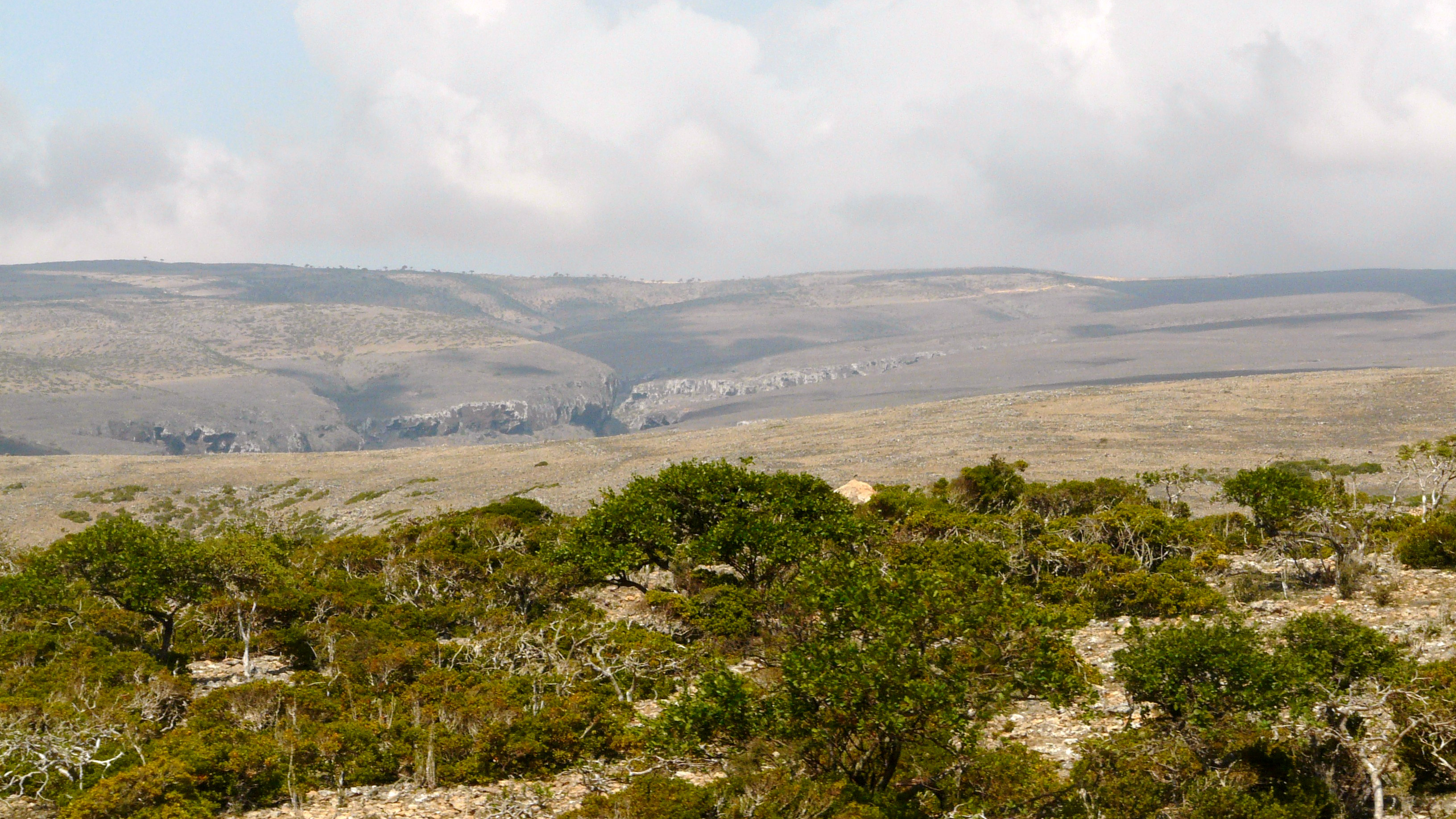
Dixam
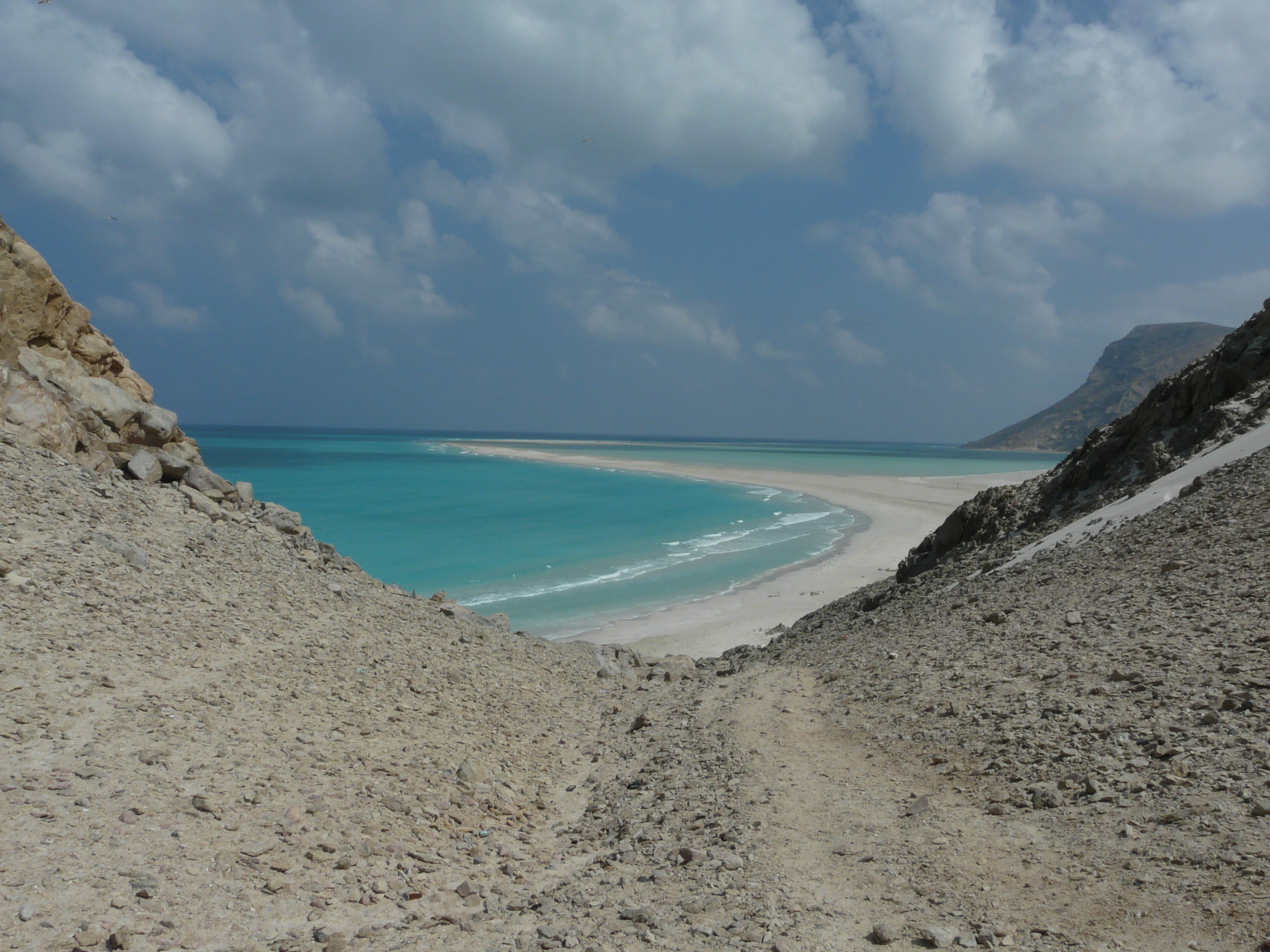
Qlinsia
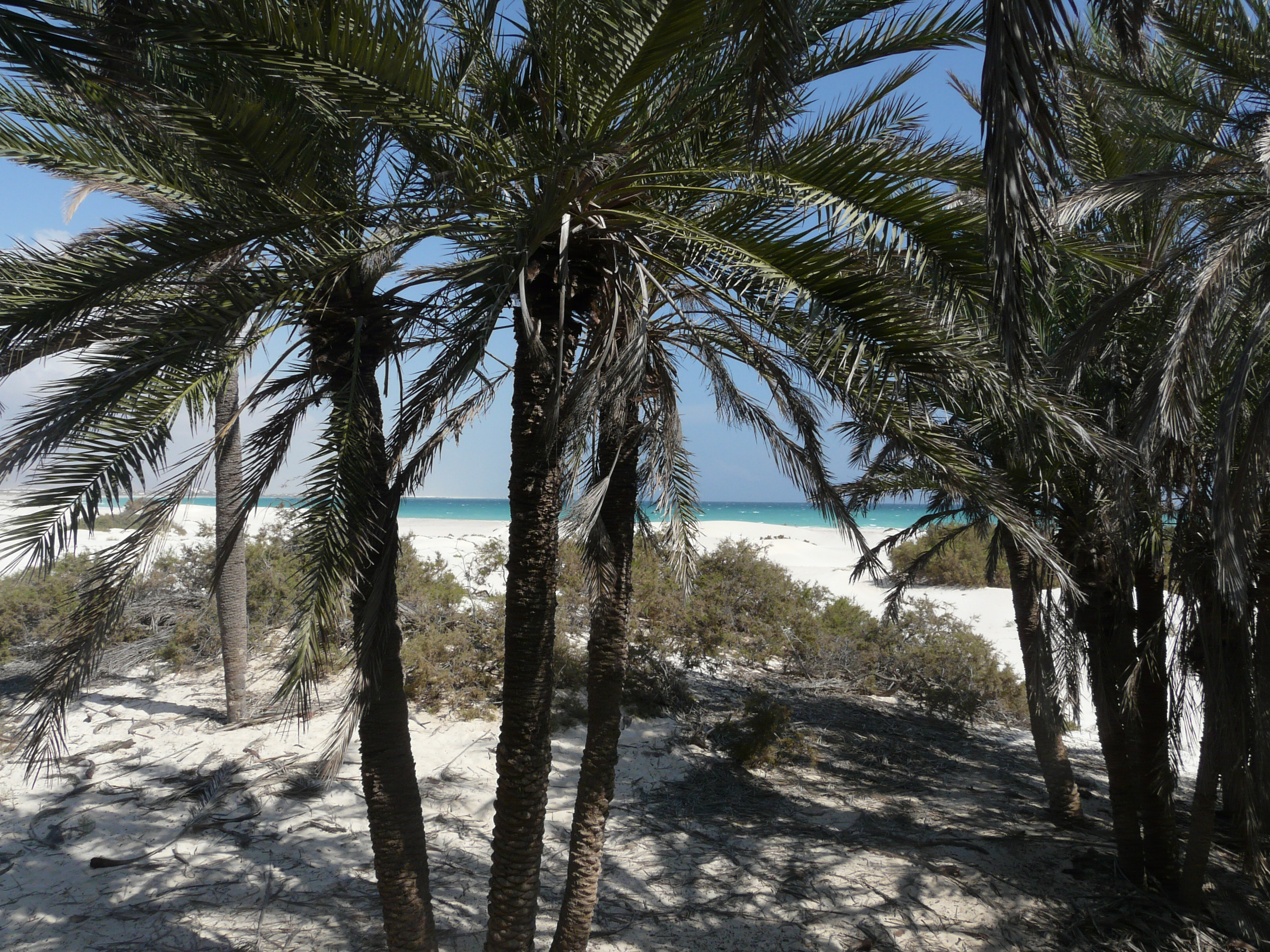
Nawjad
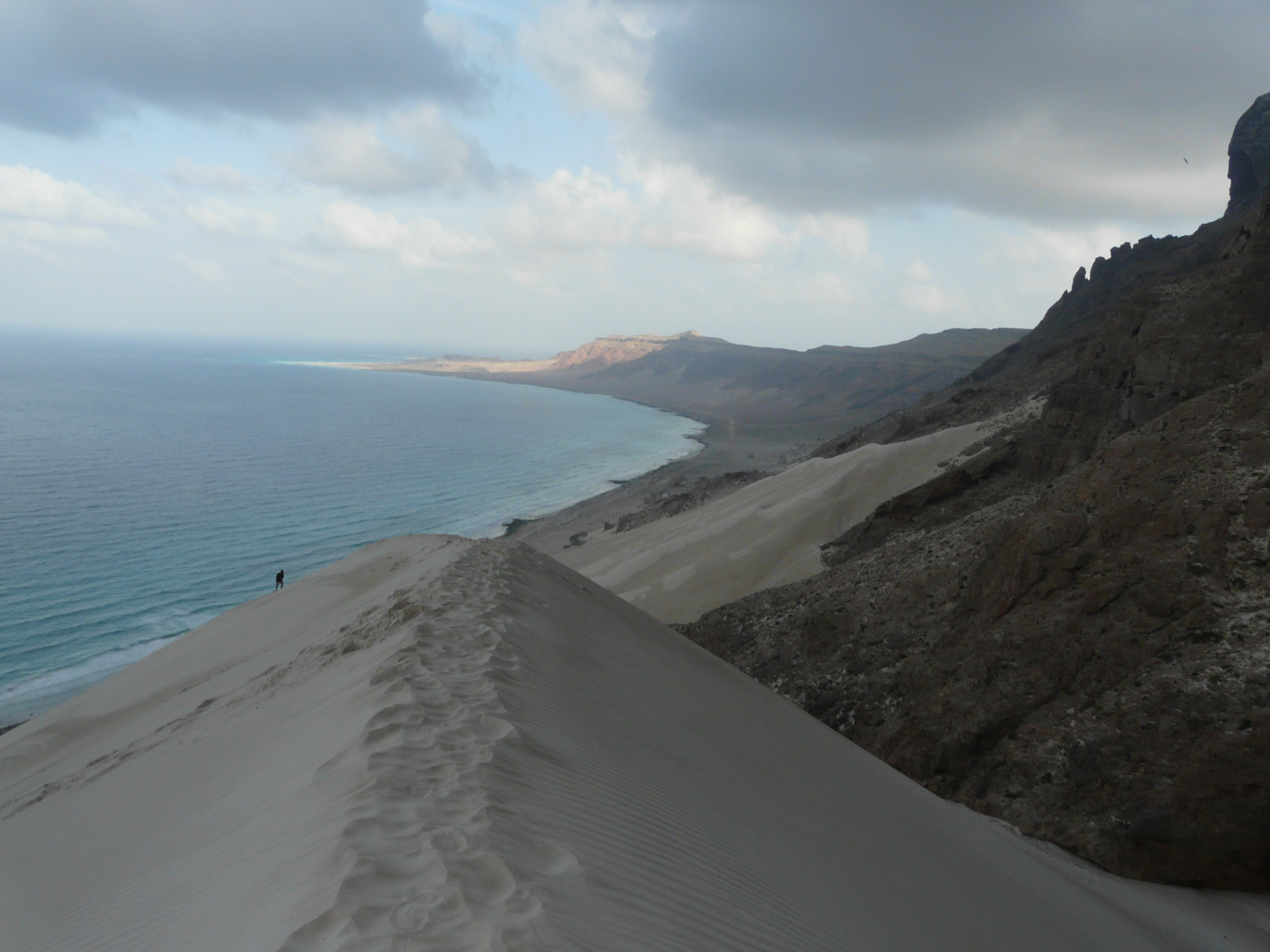
Ar’ar